# Роузелл (Іллінойс)
Роузелл (англ. Roselle) — селище (англ. village) у США, розташоване в округах Дюпаж і Кук штату Іллінойс. Населення становило 22 897 осіб станом на 2020 рік.

## Географія
Роузелл розташований за координатами 41°58′49″ пн. ш. 88°5′8″ зх. д. / 41.98028° пн. ш. 88.08556° зх. д. (41.980287, -88.085605).  За даними Бюро перепису населення США, у 2010 році селище мало площу 14,20 км², з яких 14,02 км² — суходіл та 0,19 км² — водойми.

## Демографія
Згідно з переписом 2010 року, у селищі мешкали 22 763 особи в 8632 домогосподарствах у складі 6202 родин. Густота населення становила 1603 особи/км².  Було 9036 помешкань (636/км²).
Расовий склад населення:
| - 84,2 % — білих - 9,1 % — азіатів - 2,6 % — чорних або афроамериканців - 0,1 % — корінних американців - 1,9 % — осіб інших рас |

До двох чи більше рас належало 2,1 %. Частка іспаномовних становила 8,2 % від усіх жителів.
За віковим діапазоном населення розподілялося таким чином: 23,5 % — особи молодші 18 років, 66,3 % — особи у віці 18—64 років, 10,2 % — особи у віці 65 років та старші. Медіана віку мешканця становила 39,3 року. На 100 осіб жіночої статі у селищі припадало 94,3 чоловіків;  на 100 жінок у віці від 18 років та старших — 91,6 чоловіків також старших 18 років.
Середній дохід на одне домашнє господарство  становив 91 132 долари США (медіана — 77 650), а середній дохід на одну сім'ю — 102 958 доларів (медіана — 87 195). Медіана доходів становила 59 988 доларів для чоловіків та 47 072 долари для жінок. За межею бідності перебувало 4,2 % осіб, у тому числі 6,9 % дітей у віці до 18 років та 5,0 % осіб у віці 65 років та старших.
Цивільне працевлаштоване населення становило 12 879 осіб. Основні галузі зайнятості: освіта, охорона здоров'я та соціальна допомога — 19,6 %, науковці, спеціалісти, менеджери — 12,5 %, виробництво — 10,2 %, мистецтво, розваги та відпочинок — 10,0 %.